# Universität Novi Pazar
Die Universität Novi Pazar (serbisch: Универзитет у Новом Пазару / Univerzitet u Novom Pazaru) oder auch Internationale Universität Novi Pazar (Internacionalni Univerzitet u Novom Pazaru; engl. International University of Novi Pazar) ist eine Universität in Novi Pazar. Sie wurde 2002 gegründet.

## Geschichte
Die Universität wurde 2002 auf Initiative des damaligen Premierministers Serbiens Zoran Đinđić gegründet. Neben der Republik Serbien beteiligten sich zudem noch weitere 200 Stifter. Die Universität wurde als Waqf, Stiftung, nach Vorbild von Universitäten in islamischen Staaten organisiert, womit sie weder staatlich noch privat und als solche die derzeit einzige in Südosteuropa ist. Die Universität Novi Pazar war die erste Universität Serbiens, welche die Bologna-Erklärung akzeptierte.
Die Internationale Universität in Novi Pazar ist eine serbische private Hochschuleinrichtung mit ministerieller Arbeitsgenehmigung, sie wurde bisher nicht institutionell akkreditiert. Laut Kultusministerkonferenz – Zentrale für ausländisches Bildungswesen – ist nur ein Teil der angebotenen Studiengänge akkreditiert, die Anerkennung dort erworbener Hochschulqualifikationen ist im Einzelfall zu prüfen.

## Fakultäten
Es gibt sechs Fakultäten:
- Fakultät für Rechtswissenschaft in Novi Pazar
- Fakultät für Humanistische Studien in Novi Pazar
- Fakultät für Sprachwissenschaft in Novi Pazar
- Fakultät für Management und Wirtschaft in Novi Pazar
- Fakultät für Informationstechnologie in Novi Pazar
- Kunstfakultät in Novi Pazar

Daneben gibt es Abteilungen in Belgrad, Niš, Subotica und Pančevo.